# Anita O’Day in Berlin, Recorded Live at the Berlin Jazz Festival
Anita O’Day in Berlin, Recorded Live at the Berlin Jazz Festival — концертный альбом американской певицы Аниты О’Дэй, записанный 7 ноября 1970 года на Берлинском джазовом фестивале при поддержке французских музыкантов: пианиста Жоржа Арванитаса, басиста Жаки Самсона и барабанщика Шарля Содреса. Альбом был выпущен в 1971 году в Германии фирмами MPS Records и BASF, а в Соединённых Штатах — в 1973 году и с другой обложкой.

## Отзывы критиков
| Оценки критиков                     | Оценки критиков |
| Источник                            | Оценка          |
| ----------------------------------- | --------------- |
| AllMusic                            | [ 1 ]           |
| Encyclopedia of Popular Music       | [ 2 ]           |
| The Rolling Stone Jazz Record Guide | [ 3 ]           |

Скотт Яноу из AllMusic в своей рецензии написал: «Первая запись певицы Аниты О’Дэй за семь лет показывает, что в свои 50 лет она всё ещё обладает приличным голосом, способностью свинговать и творчески импровизировать … О’Дэй лучше всего исполняет „Honeysuckle Rose“, а также попурри из „Yesterday“, „Yesterdays“ и „Street of Dreams“, хотя некоторые из более свежих материалов (её собственные „Soon It’s Gonna Rain“ и „Sunny“) представляют меньший интерес».
В журнале Billboard написали: «Это одна из редких записанных за последнее время программ бессмертной джазовой исполнительницы. В сопровождении практически неизвестного трио она поддерживает потрясающий темп от вступительной хитрой комбинации „Yesterday“ The Beatles и классической „Yesterdays“ до завершающей жизнерадостной „Sunny“». Комментируя переиздание, в том же издании заявили: «Сейчас ей за 60, но О’Дэй всё ещё может превзойти большинство своих современниц в 1981-м. Только фортепиано, бас-гитара и ударные дополняют её уникальный вокал в этих девяти приятных композициях, но и их достаточно».
Рецензент Stereo Review Питер Рейлли: «Это не один из моих любимых альбомов Аниты О’Дэй. Записанный на Берлинском джазовом фестивале в 1970 году, он звучит слишком академично, слишком похоже на „чистого“ джазмена, поющего для „настоящих“ джазофилов и случайных слушателей, будь они прокляты. Лирический смысл и логика здесь терпят ужасное поражение, поскольку О’Дэй „инструментализирует“ каждую запятую или точку с запятой, безмятежно возвышаясь над такими банальными обязанностями, как рассказ истории».
Музыкальный критик Марк Майерс отметил, что к 1970 году перешедшая рубеж О’Дэй предпочитала немодные песни эпохи свинга, которые исполняла десятилетиями, а когда она бралась за новый поп-материал, она, как правило, мучила его своим знаменитым стилем изгибания нот. И все же О’Дэй, по его мнению, всегда оставалась артисткой, придерживаясь своего стиля и трактуя песни не так, как это делают поп-певцы, а так, как их интерпретируют джазовые музыканты. Он также заметил, что завораживает его в записи выступления, так это близость камеры: «Вы находитесь так близко к О’Дэй, что можете разглядеть каждый нюанс её фразировки и мышцы её лица…» — написал автор.

## Список композиций
1. «Let’s Fall in Love» (Гарольд Арлен, Тед Колер) — 3:40
2. «Your Wings» (Анита О’Дэй) — 2:55
3. «Soon It’s Gonna Rain» (Харви Шмидт, Том Джонс) — 4:40
4. «Honeysuckle Rose» (Фэтс Уоллер) — 3:20
5. «I Can’t Get Started» (Айра Гершвин, Вернон Дюк) — 6:00
6. «Yesterday / Yesterdays» (Джон Леннон, Пол Маккартни / Джером Керн, Отто Харбах) — 5:35
7. «On a Clear Day» (Алан Джей Лернер, Бертон Лейн) — 4:20
8. «Street of Dreams» (Сэм Льюис, Виктор Янг) — 4:10
9. «Sunny» (Бобби Хебб) — 4:00

## Участники записи
- Вокал — Анита О’Дэй
- Контрабас — Жаки Самсон
- Ударные — Шарль Содрес
- Фортепиано — Жорж Арванитас